# Travel and Tourism Research Association
Travel and Tourism Research Association（トラベル・アンド・ツーリズム・リサーチ・アソシエーション）は、観光学の最高権威学会。1970年創立。略称「TTRA」。

## 概要
学会紙　Journal of Travel Research は、観光に関する査読論文の掲載誌である。2009年度の編集者は、USA,UK,オーストラリア、カナダ、ニュージーランド、中国（香港）、スイスである。VOL47(2008)の掲載論文には、R.バトラーの名前も散見される。欧米諸国で、観光学の教科書的存在 TOURISM の筆者、Charles R　Goeldnerもディレクターとして名前を連ねている。当学会のAnnual Conference は40回（2009）を迎え、毎年、世界の観光のあり方が研究論文を中心に、学術的に討議される。学会誌には、日本人では、原忠之が掲載された。